# NGC 2507
NGC 2507 ist eine Linsenförmige Galaxie vom Hubble-Typ S0/a im Sternbild Krebs auf der Ekliptik. Sie ist schätzungsweise 199 Millionen Lichtjahre von der Milchstraße entfernt und hat einen Durchmesser von etwa 145.000 Lichtjahren. 

Im selben Himmelsareal befindet sich u. a. die Galaxie NGC 2514.
Das Objekt wurde am 18. März 1786 von William Herschel entdeckt.

## NGC 2507-Gruppe (LGG 153)
| Galaxie   | Alternativname | Entfernung/Mio. Lj |
| --------- | -------------- | ------------------ |
| NGC 2514  | PGC 22581      | 213                |
| NGC 2507  | PGC 22510      | 199                |
| PGC 22391 | UGC 4139       | 214                |
| PGC 22404 | UGC 4145       | 203                |
| PGC 22501 | UGC 4170       | 204                |
| PGC 22460 | MCG +3-21-7    | 205                |